# Rang de basanti
Rang De Basanti (hindsky: रंग दे बसंती, urdsky: رںگ دے بسںتی) je film v hindštině, produkt indického Bollywoodu. Premiéru měl 26. ledna 2006. Režíroval ho Rakeysh Omprakash Mehra (známý filmem Aks). Hvězdami filmu jsou Aamir Khan, Soha Ali Khan, Madhavan, Kunal Kapoor, Siddharth, Sharman Joshi, Atul Kulkarni, britská herečka Alice Patten, Waheeda Rehman, Om Puri, Kiron Kher a Anupam Kher. Hudbu složil A. R. Rahman. Film byl příznivě přijat po celém světě a během prvního týdne vydělal Rs. 345.5M. Tento film získal kultovní status mezi mládeží zklamanou z korupce v Indii. Roku 2006 byl nominován na Zlatý glóbus, kde soutěžil v kategorii cizojazyčných filmů.

## Děj
Britská filmařka Sue (Alice Patten) přijíždí do Indie po tom, co si přečetla dědečkův deník. Její dědeček sloužil v Britské armádě během zápasu Indů o samostatnost. Přijíždí do Indie s cílem natočit krátký film o některých hrdinech indického boje za nezávislost, o mužích jako jsou Bhagat Singh a Chandrasekhar Azad. Za pomoci své přítelkyně Soni (Soha Ali Khan), začne hledat příhodné herce. Sonia Sue seznámí s několika svými přáteli:
- Daljeet aka „DJ“ (Aamir Khan)
- Sukhi (Sharman Joshi)
- Karan (Siddharth)
- Aslam (Kunal Kapoor)

Sue je přesvědčí, aby hráli v jejím filmu. Později se k nim připojí Laxman Pandey (Atul Kulkarni), politický aktivista, i když ho ostatní původně neměli rádi kvůli jeho extrémním postojům (Hindutva) a jeho pohrdáním Aslamem, který je muslim.
Jak se mladící učí své role a dozvídají se více o historii boje za nezávislost, rozpoznávají, že na rozdíl od mužů, které hrají, žijí jenom pro své vlastní potěšení a ignorují palčivé problémy současné Indie.
Právě když se u nich začínají formovat vyšší ideály, musejí se vyrovnat s opravdovou tragédií. Sonin snoubenec, Ajay (Madhavan), je indický válečný pilot. Zabije se během rutinního cvičného letu ve stíhačce MiG. Jeho přátele brzo zjistí, že Ajay radši odletěl s poškozenou stíhačkou mimo hustě osídlenou oblast místo toho, aby se katapultoval a tak si zachránil život.
Vláda tvrdí, že havárie nastala kvůli pilotově chybě. Ale Sonia a její přátelé vědí, že Ajay byl zkušený pilot, a také, že během posledních let havarovalo příliš mnoho MiGů na to, aby to bylo jenom kvůli chybám pilotů. Zjistí, že nehoda byla způsobena zkorumpovaným ministrem obrany (Mohan Agashe), který kvůli velkému úplatku podepsal smlouvu na dodání levných, neoriginálních náhradních dílů.
Neochotni spokojit se s vysvětlením „takhle to tady prostě chodí“ se rozhodnou zorganizovat pokojný protest. Policie je násilně rozežene. Mladíci se rozhodnou napodobit své nové hrdiny, Bhagata Singha a Chandrasekhara Azada, a bojovat s korupcí stejně jako Singh a Azad bojovali s Brity. Opustí mírové prostředky.

## Tržby
- Tržby za první víkend byly Rs. 34.55 crore, nebo 345.5 milionů rupií — pravděpodobně nejvíce ze všech Bollywoodských filmů.
- V žebříčku nejvýdělečnějších filmů posledního desetiletí je v současnosti na druhém místě —[3]

1. Gadar: Ek Prem Katha  – Rs. 655.5M (milionů)
2. Rang De Basanti – Rs. 501.2M
3. Koi... Mil Gaya – Rs. 489.2M
4. Kabhi Khushi Kabhie Gham – Rs. 451.8M
5. Bunty Aur Babli – Rs. 420.1M
6. No Entry – Rs. 404.8M
7. Veer Zaara – Rs. 384.7M
8. Kal Ho Naa Ho – Rs. 350.84M
9. Kaho Naa... Pyaar Hai – Rs. 350.1M
10. Main Hoon Na – Rs. 334.0M
11. Devdas – Rs. 333.0M

## Zajímavosti
- Některé scény byly natočeny ve Zlatém chrámu v Amritsaru, nejsvatější svatyní sikhismu. RDB byl po 15 letech první film, který se zde směl natáčet.
- Aamir Khan si původně nebyl jistý s rolí DJ, protože je mu přes 40 let a DJ je 25 let starý Paňdžábec. Nakonec souhlasil a najal si lektora, aby mu pomohl s paňdžábštinou a s paňdžábským přízvukem.
- Říká se, že tento film inspiroval metody použité v některých následných protestech. Například protestech proti propuštění obviněných v případu vraždy Jessicy Lal a v protestech proti zavedení kvót pro „nedotknutelné“ na univerzitách.

## Kontroverze
- Film je kritický k indické vládě a dotýká se některých nedávných politických skandálů[4]. Indické filmy musejí být před promítáním schváleny cenzorským výborem a produkce se bála, že film by cenzurou nemusel projít. Pozvali ministra obrany Pranaba Mukherjee na soukromé promítání právě dokončeného filmu, aby se vyhli možným potížím. Film byl schválen; není jasné, zda s tím promítání mělo něco společného.

- Některé scény byly vystřiženy po protestech aktivistky za práva zvířat a poslankyně indického parlamentu Maneky Gandhi.

## Obsazení
- Aamir Khan … Daljit Singh a.k.a DJ
- Soha Ali Khan … Sonia
- Sharman Joshi … Sukhi
- Alice Patten … Sue
- Madhavan … Ajay Singh Rathod
- Siddharth … Karan Singhania
- Kunal Kapoor … Aslam
- Atul Kulkarni … Laxman Pandey
- Kiron Kher … Mitro Singh
- Anupam Kher … Rajnath Singhania
- Om Puri … Amanullah Khan
- Mohan Agashe … Defence Minister
- Waheeda Rehman … Ajayova matka
- Cyrus Sahukar … Rahul (kamraád, moderátor rádia)